# 主教座堂博物馆 (佛罗伦萨)
43°46′20.4″N 11°15′22.40″E / 43.772333°N 11.2562222°E
主教座堂博物馆（Museo dell'Opera del Duomo）是意大利佛罗伦萨一个博物馆，收藏众多原来在圣母百花圣殿主教座堂内的艺术品。2013年8月，馆长是美国人蒂莫西·弗登。
博物馆位于主教座堂以东，靠近它的后殿。它于1891年开放，拥有“世界上最重要的雕塑收藏之一”。 其中包括洛伦佐·吉贝尔蒂为佛罗伦萨圣若翰洗者洗礼堂设计铸造的门，称为天堂之门，以及米开朗基罗为自己的墓设计的怜子图。
2013年8月6日，一名游客不小心弄断了14世纪圣母雕像的手指，后来修复